# Styvelm
Styvelm (Elymus alopex) är en gräsart som beskrevs av Björn M. Salomon. Styvelm ingår i släktet elmar, och familjen gräs. IUCN kategoriserar arten globalt som livskraftig. Arten har ej påträffats i Sverige.